# Конклінг-Парк (Айдахо)
Конклінг-Парк (англ. Conkling Park) — переписна місцевість (CDP) в окрузі Кутенай штату Айдахо США. Населення — 73 особи (2020).

## Географія
Конклінг-Парк розташований за координатами 47°23′59″ пн. ш. 116°46′13″ зх. д. / 47.39972° пн. ш. 116.77028° зх. д. (47.399815, -116.770309).  За даними Бюро перепису населення США в 2010 році переписна місцевість мала площу 2,71 км², уся площа — суходіл.

## Демографія
Згідно з переписом 2010 року, у переписній місцевості мешкали 43 особи в 24 домогосподарствах у складі 18 родин. Густота населення становила 16 осіб/км².  Було 171 помешкання (63/км²).
Расовий склад населення:
| - 100,0 % — білих - 0,0 % — осіб інших рас |

Частка іспаномовних становила 0,0 % від усіх жителів.
За віковим діапазоном населення розподілялося таким чином: 2,3 % — особи молодші 18 років, 46,5 % — особи у віці 18—64 років, 51,2 % — особи у віці 65 років та старші. Медіана віку мешканця становила 65,2 року. На 100 осіб жіночої статі у переписній місцевості припадало 138,9 чоловіків;  на 100 жінок у віці від 18 років та старших — 133,3 чоловіків також старших 18 років.
Середній дохід на одне домашнє господарство  становив 37 307 доларів США (медіана — 39 167), а середній дохід на одну сім'ю — 41 246 доларів (медіана — 45 357). За межею бідності перебувало 10,0 % осіб, у тому числі - % дітей у віці до 18 років та 14,6 % осіб у віці 65 років та старших.
Цивільне працевлаштоване населення становило 12 особи. Основні галузі зайнятості: роздрібна торгівля — 75,0 %, мистецтво, розваги та відпочинок — 25,0 %.